# Combattant anglais moderne
Le Combattant anglais moderne (en anglais : Modern Game) est une race de poule domestique d'origine anglaise.

## Origine
Originaire du Royaume-Uni. Il est issu du croisement entre le combattant anglais ancien et le combattant malais.

## Description
C'est une poule d'exposition, au port très relevé, les épaules de portée haute et le cou long.

### Standard officiel
- Crête : simple
- Oreillons : rouges
- Couleur des yeux : selon variété
- Couleur de la peau : blanche
- Couleur des Tarses : selon variété
- Variétés de plumage : Blanc, bleu, noir, coucou, froment, froment argenté, saumon argenté, saumon bleu argenté, saumon argenté à épaules rouges, saumon bleu argenté à épaules rouges, saumon doré, saumon bleu doré, saumon coucou doré, saumon blanc doré, bleu à camail doré et poitrine liserée, bleu à camail argenté et poitrine liserée, noir à camail doré et poitrine liserée, noir à camail argenté et poitrine liserée, porcelaine rouge.

#### Grande race
- Masse idéale : Coq : 2.5 kg ; Poule : 1.75 à 2.25 kg
- Œufs à couver : min. 50 g, coquille blanche à jaunâtre
- Diamètre des bagues : Coq : 20 mm ; Poule : 18 mm

#### Poule naine
- Masse idéale : Coq : 600 g ; Poule : 500 g
- Oeufs à couver : min. 25 g, coquille brunâtre
- Diamètre des bagues : Coq : 11 mm ; Poule : 10 mm

## Galerie

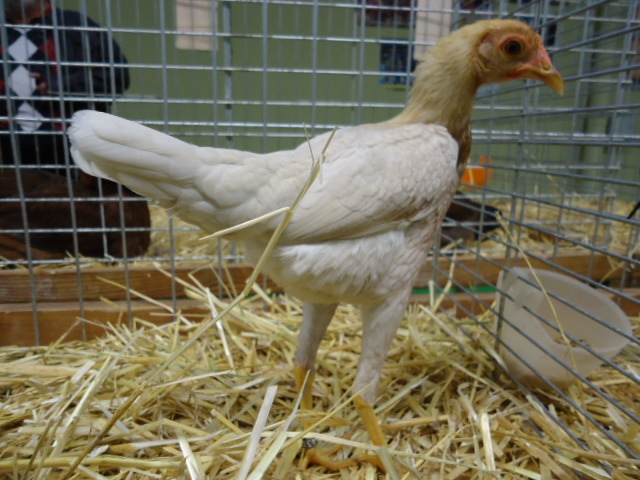
Poule Combattant anglais moderne naine, variété saumon blanc doré
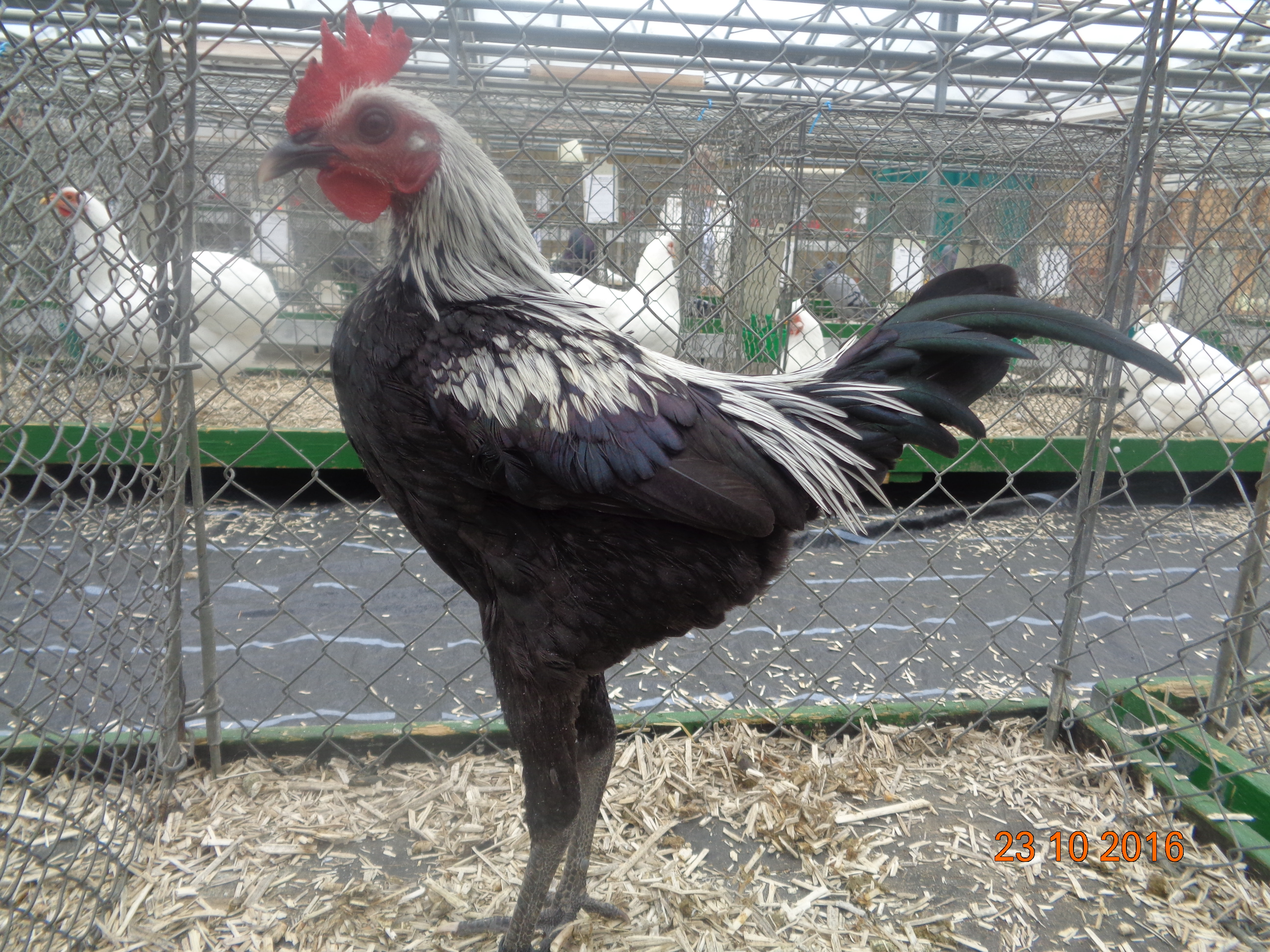
Coq combattant anglais moderne nain, noir à camail argenté et poitrine liserée
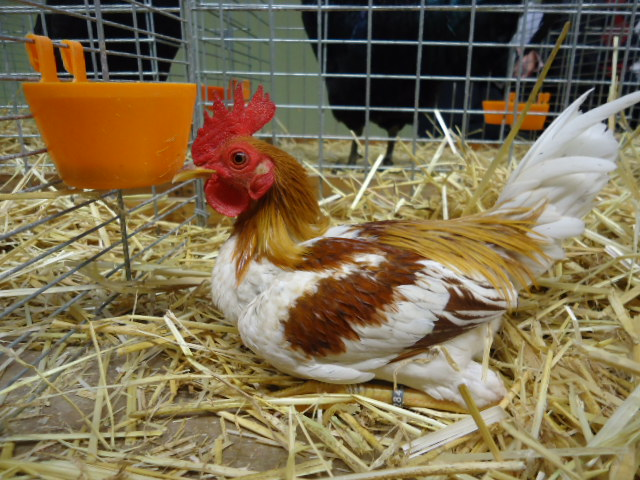
Coq Combattant anglais moderne nain, variété saumon blanc doré